# Riich
Riich (chinois : 瑞麒 ; pinyin : Ruiqi) est une marque haut de gamme du constructeur automobile chinois Chery. Les modèles incluent une mini-fourgonnette, grandes berlines (le G5 et G6 légèrement plus grande) et la citadine Riich série M, qui comprend une cinq portes à hayon, une petite berline et un break à cinq portes. La marque a été lancée en mars 2009 et a disparu le 1er janvier 2013. 
Chery a utilisé le nom « Riich » pour un modèle de van (la Chery Riich) avant la création de la sous-marque Riich.

## Produits
Le premier produit Riich à entrer en production est la G6,  une berline de moyenne à haut de gamme exclusivement développé par Chery et offert avec un moteur V6 de 3,0 litres ou un moteur turbocompressé de 2,0 litres. 
La Riich X1 mini-SUV est lancée en novembre 2009, et la G5 berline de taille moyenne en décembre 2009.
- M1 : citadine, auparavant vendue sous la marque Chery en Chine. Vendue à l'export.
- M6 : variante trois volumes de la M1.
- G3 : berline 4 portes issue des Chery A5 / Cowin 3 / E5.
- G5 : berline 4 portes.
- G6 : berline 4 portes, moteur turbo.
- X1 : petit SUV.